# 김지연 (가수)
김지연(1968년 12월 24일 ~ )은 대한민국의 가수이다. 1988년 제12회 MBC 대학가요제에 출전해 데뷔하였으며 1990년 《김지연 1집》으로 정식 데뷔, 대표곡 `찬바람이 불면` (김성호 작사/작곡)으로 많은 사랑을 받았다. 이후 1991년 《김지연 2집》에 수록된 '사랑일기' (예민 작사/작곡)를 발표하고 이후 1994년 3집 《예전처럼 / 그대 향기 속에 나는》을 발표한다.
한남대학교를 졸업했다.

## 앨범
- 1990년《김지연 1집》《계절이 끝나갈 무렵 / 찬바람이 불면》
- 1991년《김지연 2집》《회상 / 사랑일기 / 쉿, 나의 창을 두드리지 마》
- 1994년《정규 3집》《예전처럼 / 그대 향기 속에 나는》
- 2011년《신의 퀴즈 2 OST Part.2》《그때까지만》

## 경력
- 한남대학교 학내 통기타 그룹 '샤프랫' 일원으로 활동
- 1988년에는 MBC 대학가요제 본선 진출곡 '쉿, 나의 창을 두드리지 마'

## 수상
- 1990년 뮤직박스 가요대상 여자신인상